# Ahmadou Ahidjo
Ahmadou Ahidjo, de son nom complet Ahmadou Babatoura Ahidjo, né le 24 août 1924 à Nassarao, près de Garoua (Cameroun français) et mort le 30 novembre 1989 à Dakar (Sénégal), est un homme d'État camerounais.
Il est le premier président de la république du Cameroun, de 1960 à 1982. À la surprise générale, il démissionne de la tête de l'État après vingt-deux ans de pouvoir, le Premier ministre Paul Biya lui succédant.

## Situation personnelle

### Origines
Fils d'un chef peul (foulbé), il est de religion musulmane.

### Études
Il suit des études primaires a Garoua et à l'École supérieure d'administration de Yaoundé (dont le but est de former en trois ans les agents pour les différents postes dans l'administration). Ses condisciples sont entre autres, Félix Sabbal-Lecco, ministre sous son gouvernement, Abel Moumé Etia, premier ingénieur camerounais de la météorologie, haut fonctionnaire et Écrivain, ainsi que Jean-Faustin Betayéné, ministre des Affaires étrangères du Cameroun fédéral.
Entre 1942 et 1946, il appartient à l'administration française comme télégraphiste puis opérateur radio.

### Vie privée et familiale
De sa première épouse, Adda Garoua, Ahmadou Ahidjo a un fils, son aîné : Mohamadou Badjika Ahidjo.
Le 17 mai 1957, il épouse Germaine Ahidjo avec laquelle il a trois filles : Babette, Aïssatou et Aminatou. Elle meurt le 20 avril 2021.

## Ascension politique
Repéré par l'administrateur colonial Guy Georgy, celui-ci organise son entrée en politique : « Je l'avais fait élire à l'Assemblée territoriale. On avait quasiment fait voter pour lui, en mettant des paquets de bulletins dans les urnes », expliquera-t-il dans les années 1980. Élu à l'assemblée territoriale du Cameroun en 1947, il devient conseiller de l'Assemblée de l'Union française de 1953 à 1958 et président de celle-ci en 1957. Il est alors couvé par Louis-Paul Aujoulat, le secrétaire d'État à la France d'outre-mer.
Il se montre rassurant envers l'Église et les aristocraties musulmanes du nord du pays et parvient à incarner l'union des courants conservateurs inquiets face aux mouvements contestataires qui se multiplient dans les années 1950. D'abord membre du BDS, le parti d'Aujoulat jusqu'à sa chute, il constitue ensuite l'Union camerounaise avec le soutien des chefs nordistes.
Vice-Premier ministre chargé de l'intérieur après l'octroi de l'autonomie interne au Cameroun, puis ministre de l'Intérieur (mai 1957). Grâce à un passage en force sagement orchestré par Jean Ramadier, haut-commissaire français de l'État du Cameroun, il fait tomber le gouvernement André-Marie Mbida en démissionnant avec la totalité des ministres du Nord qui lui sont fidèles. Il remplace ainsi André-Marie Mbida à la tête du gouvernement en février 1958. Il est pourtant, à ce moment, encore un quasi-inconnu pour les Camerounais. Le consul général de Grande-Bretagne le décrit dans une note interne comme « doté d'une personnalité prononcée et d'opinions très ancrées, teintées de cynisme. » N'ayant que « peu d'estime envers les femmes », il se montrerait « très susceptible à propos de ses origines modestes ». qu'il cherche à surmonter en épousant l'une des filles du puissant lamido de Garoua. Il a face à lui, outre l'UPC clandestine, les nationalistes modérés réunis autour de Paul Soppo Priso et les conservateurs modérés fidèles à Mbida.

## Président de la République

### Proclamation de l'indépendance
Grâce à son parti l'Union camerounaise (UC), à une Constitution taillée sur mesure, à un tripatouillage électoral et l'aide active de l'armée française qui réduit les rébellions menées par l'Union des populations du Cameroun (UPC) en régions bamiléké et bassa, il est élu en mai 1960 président de la République. C'est ainsi qu'il fut placé aux leviers de commande par la France soucieuse de faire échec par tous les moyens à l'UPC, considérée comme dangereuse pour l'ordre établi. Pierre Messmer, ancien Haut commissaire français au Cameroun, indique à ce sujet : « La France accordera l'indépendance à ceux qui la réclamaient le moins, après avoir éliminé politiquement et militairement ceux qui la réclamaient avec le plus d'intransigeance. » 
Pendant les premières années du régime, l'ambassadeur français Jean-Pierre Bénard est parfois considéré comme le véritable « président » du Cameroun. Cette indépendance est en effet largement théorique puisque des « conseillers » français sont chargés d'assister chaque ministre et disposent de la réalité du pouvoir. Le gouvernement gaulliste préserve son ascendant sur le pays à travers la signature « d'accords de coopération » touchant à tous les secteurs de la souveraineté du Cameroun. Ainsi, dans le domaine monétaire, le Cameroun conserve le franc CFA et confie sa politique monétaire à son ancienne puissance tutrice. Toutes les ressources stratégiques sont exploitées par la France, des troupes françaises sont maintenues dans le pays, et une grande partie des officiers de l'armée camerounaise sont Français, y compris le chef d'état-major.
Le représentant guinéen à l'ONU estime au sujet des manœuvres françaises au Cameroun que « il y a à présent sur ce continent un danger encore plus menaçant que le colonialisme lui-même. C'est le danger que l'on pourrait appeler l'indépendance octroyée, qui tend à refléter dans le pays les désirs et les tendances de la puissance coloniale elle-même. »

### Instauration d'un régime autoritaire

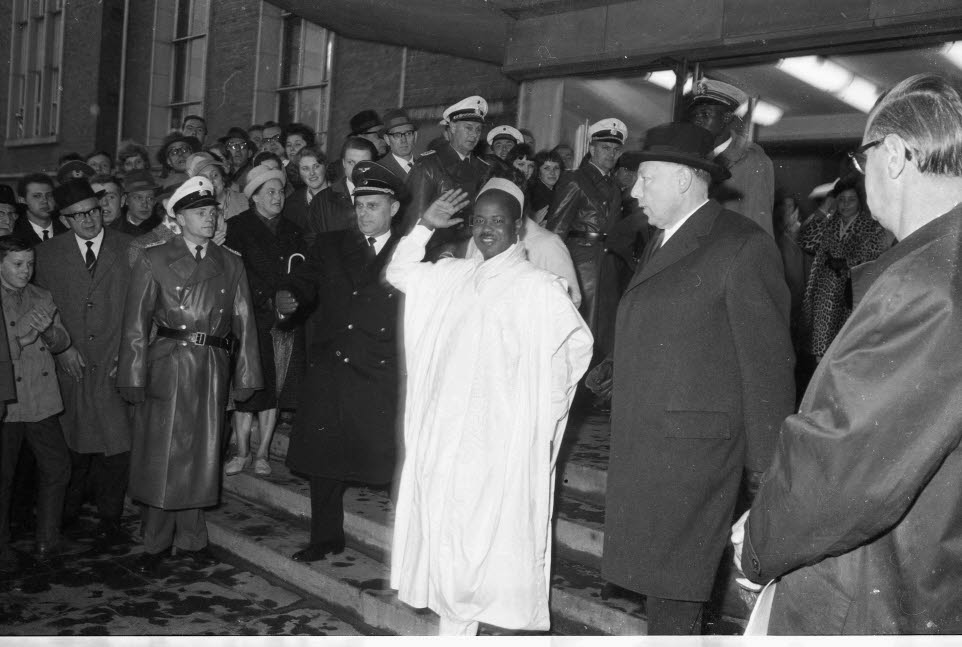
Visite d'État d'Ahmadou Ahidjo en Allemagne de l'Ouest en 1963.

Il proclame une amnistie très sélective de militants de l'UPC incarcérés (ceux ayant supposément renoncé à poursuivre leur engagement politique), refuse les négociations visant à mettre fin aux combats que lui propose le dirigeant de l'UPC Félix-Roland Moumié. La guerre du Cameroun se fait très meurtrière au cours des premières années du régime. Sous le commandement du général Max Briand, l'armée française organise en quelques mois le regroupement forcé de centaines de milliers de personnes et procède à des bombardements aériens contre les maquis. Pour la seule année 1960, plus de 20 000 personnes sont tuées dans ces opérations selon les estimations de Max Briand.
Il réussit à ramener une confiance couronnée par la réunification avec une partie du Cameroun britannique (le Cameroun méridional, qui refuse l'intégration au Nigeria après référendum). Le pays devient un État fédéral en octobre 1961.
Dès le début des années 1960, le chef de l'État multiplie les dispositions légales lui permettant de s'affranchir de l'État de droit : prolongation arbitraire des gardes à vue, interdiction des réunions et rassemblements, soumission des publications à la censure préalable, restriction de la liberté de circulation à travers l'établissement de laissez-passer ou du couvre-feu, interdiction pour les syndicats de lancer des souscriptions, etc. Toute personne accusée de « compromettre la sécurité publique » se voit privée d'avocat et ne peut faire appel du jugement prononcé. Les condamnations aux travaux forcés à perpétuité ou à la peine capitale — les exécutions peuvent être publiques — se font ainsi nombreuses.

### Élections de 1964
Ahidjo pense mener un développement économique et une assimilation culturelle qui favoriserait l'unification progressive du pays. En avril 1964, Marguerite Mbida, épouse d'André-Marie Mbida, condamné à trois ans de prison ferme, se présenta comme tête de liste du PDC aux élections législatives. Le PDC fut le seul parti politique à avoir osé se présenter à ces élections législatives. Les chefs d'opinion camerounais de cette époque sont tous soit en exil soit en prison. Les résultats de ces élections selon des sources dignes de foi donnent une victoire massive au PDC dans ce qui s'appelle alors le Nyong-et-Sanaga. Cette victoire électorale leur fut confisquée au nom de l'unité nationale et du parti unique en gestation. Les électeurs refusèrent que leur soit volée cette victoire électorale. Le gouvernement camerounais de 1964 fit descendre la gendarmerie dans les villages et les protestataires furent massivement déportés vers les camps de concentration tristement célèbres de Mantoum, Tcholliré et Mokolo. Il est réélu en 1965 à l'issue d'une élection dont il est l'unique candidat.

### Affermissement du pouvoir
Des camps de détention sont mis en place à partir de 1962 pour permettre l'incarcération de personnes sans avoir à les présenter devant des tribunaux (la pratique n'est toutefois pas nouvelle et avait cours sous le Haut commissaire Pierre Messmer). Jusqu'aux années 1970, des milliers de Camerounais jugés subversifs disparaîtront ainsi, temporairement ou définitivement. Dans ces camps, les détenus sont sujets à des vexations systématiques, des conditions sanitaires dramatiques et à un quasi-esclavage.
Un culte de la personnalité est instauré.

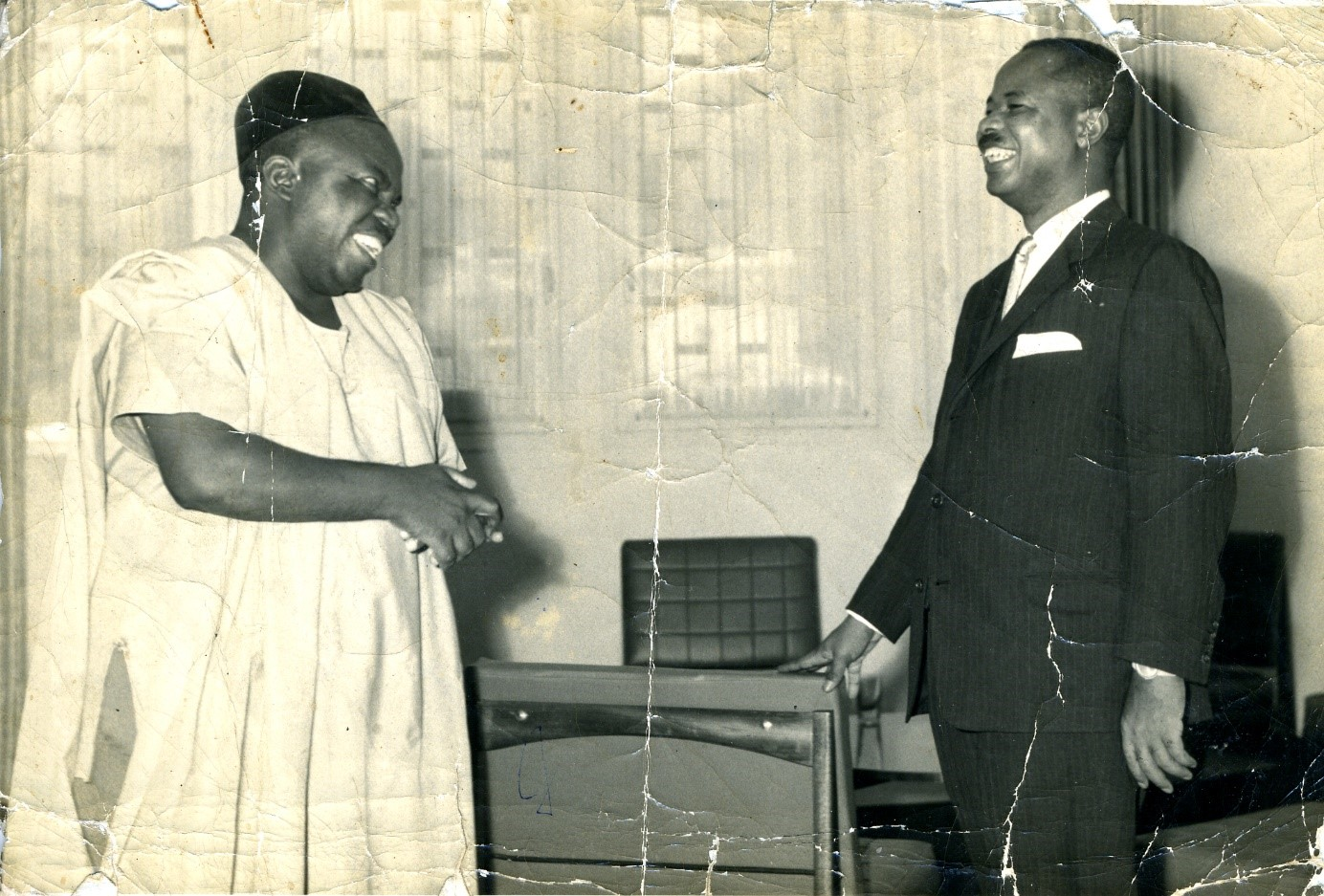
Ahmadou Ahidjo (en noir) en compagnie de Samuel Kamé.

Malgré l'opposition du Parti des démocrates camerounais et de l'aile dissidente de l'UPC, il fonde en 1966 un parti unique, l'Union nationale camerounaise (UNC), assigne André-Marie Mbida en résidence surveillée. Au début des années 1970, il parvient à réduire substantiellement l'activité insurrectionnelle de l'UPC grâce à des succès militaires dont le plus grand est la capture, le jugement et l'exécution capitale en 1971 d'Ernest Ouandié (voir l'affaire Ndongmo), dernier chef historique de l'UPC. Il est réélu en 1970. En mai 1972, un référendum approuve une constitution qui fait du Cameroun un État unitaire. Si le président défend à l'extérieur les instances de l'OUA, il se retire cependant, en 1973, de l'Organisation commune africaine et malgache (OCAM).
En 1972, il fait insérer dans le Code pénal un article qui punit de prison les actes homosexuels.
Pour conforter sa stature internationale le chef de l'État camerounais prend l'habitude d'acheter des pages publicitaires vantant les réalisations de son régime dans les grands journaux européens et américains, comme Le Monde, Le Figaro, L'Express ou le New York Times.

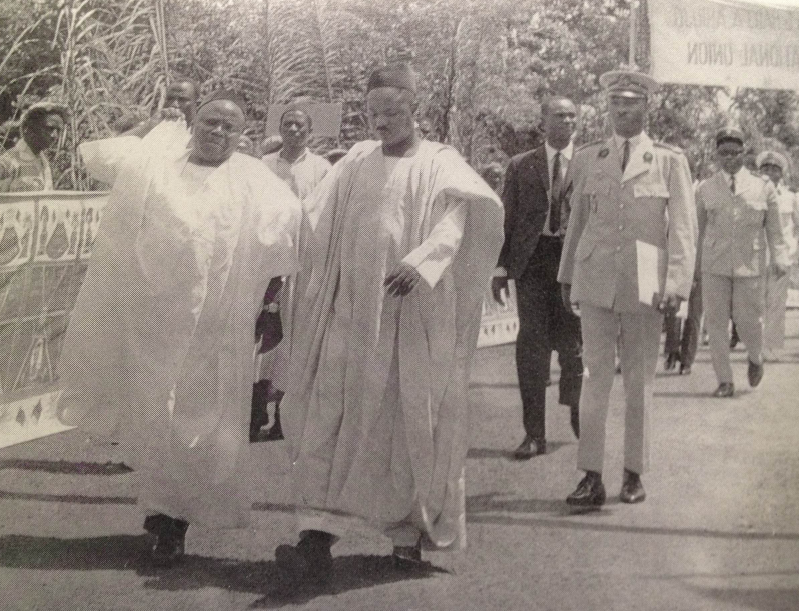
Ahmadou Ahidjo et Samuel Kamé en 1965.

Le Cameroun devient un pays producteur de pétrole en 1977. Prétendant vouloir faire des réserves pour les temps difficiles, les autorités gèrent les recettes pétrolières "hors budget" dans la plus totale opacité (les fonds sont placés sur des comptes parisiens, suisses et new-yorkais). Plusieurs milliards de dollars sont ainsi détournés au bénéfice de compagnies pétrolières et de responsables du régime. L'influence de la France et de ses 9 000 ressortissants au Cameroun reste considérable. La revue African Affairs note au début des années 1980 qu'ils « continuent à dominer presque tous les secteurs clés de l'économie, à peu près comme ils le faisaient avant l'indépendance. Les ressortissants français contrôlent 55 % du secteur moderne de l'économie camerounaise et leur contrôle sur le système bancaire est total. »

### Retrait et tentative de putsch
Le 4 novembre 1982, Ahidjo, âgé de 58 ans, annonce contre toute attente sa démission pour raison de santé. En vertu des dispositions constitutionnelles, le Premier ministre, Paul Biya, lui succède.
Ahidjo conserve la présidence du parti unique et le régime connaît une certaine « cohabitation » qui s'achève au bout de cinq mois, en avril 1983, avec la démission de l'ancien président de ses fonctions et son départ en exil en France. Les tensions se poursuivent toutefois et connaissent leur apogée avec la sanglante tentative de coup d'État de partisans d'Ahidjo. S'estimant floué par Mitterrand et la médecine française tandis qu'il était en bonne santé, il tente à nouveau en 1984 une démarche pour entrer en liaison avec le président Ronald Reagan afin qu'il l'assiste pour reprendre le pouvoir. Mais cette initiative reste vaine. Cette situation se solde par deux procès retentissants et deux condamnations à mort par contumace pour Ahidjo, reconnu coupable d'atteinte à la sûreté de l'État.

### Exil et mort
Séjournant alors entre la France, l'Espagne et le Sénégal pendant ces événements, il ne rentre jamais au Cameroun et s'installe au Sénégal, où il meurt des suites d'une crise cardiaque le 30 novembre 1989. Il est inhumé au cimetière Bakhiya de Yoff, le plus grand cimetière musulman de Dakar,.
La loi du 16 décembre 1991 « portant réhabilitation de certaines figures de l'histoire du Cameroun » (dont Ahmadou Ahidjo) prévoit notamment que « le transfert des restes mortuaires au Cameroun des personnes [réhabilitées], inhumées à l'extérieur du territoire national, peut s'effectuer à la demande de la famille ou de cujus, sous réserve de la dernière volonté du défunt et conformément à la législation du pays d'inhumation ». En 2013, le président Biya n'a toutefois rien mis en œuvre en ce sens.

## Iconographie

### Billet de banque
Le portrait d'Ahmadou Ahidjo figure sur le billet de 100 francs camerounais émis en 1962.

### Timbres postaux
L'effigie d'Ahmadou Ahidjo figure sur de nombreux timbres, dont « Premier ministre A. Ahidjo. 1er janvier 1960. Proclamation de l'indépendance » (1960), réédité en 1961. Devenu président de la République, il fait l'objet d'une série de six timbres en 1962, « Président A. Ahidjo et premier ministre Foncha ».
En 1963, pour le deuxième anniversaire de la réunification, il apparaît sur deux timbres, « Président Ahidjo et drapeau national ».
En 1965, sa réélection est l'occasion d'une nouvelle série de quatre timbres, « Rélection du Président Ahidjo».
En 1968, deux voyages présidentiels sont accompagnés de l'émission d'un timbre, « Pèlerinage du président Ahidjo à La Mecque » et « Visite du président Ahidjo au Vatican ».
En 1969, un nouveau timbre est émis pour le 9e anniversaire de l'indépendance, sous l'intitulé « El Hadj Ahmadou Ahidjo Président de la République ».
En février 1971, à l'occasion de la visite de Georges Pompidou, le président apparaît aux côtés du chef de l'État français. En février 1979, son effigie est reproduite cette fois aux côtés de Valéry Giscard d'Estaing.

## Distinctions et décorations
- Grand-croix de l'ordre national du Dahomey (1963)[26] ;
- Grand maître des ordres nationaux du Cameroun ;
- Grand cordon de l'ordre de la Valeur ;
- Membre de l'Académie du royaume du Maroc[27].

## Ouvrages
Liste non-exhaustive : 
- Contribution à la construction nationale, Paris : Présence africaine, 1964, 136 p.
- Ahmadou Ahidjo par lui-même, Monaco : Editions Paul Bory, 1968, 102 p.
- Nation et développement - Dans l'unité et la justice, Paris : Présence africaine, 1969, 90 p.
- Études sur la culture Bantu, Douala, Cameroun : Collége Libermann, 1969, 100 p.

### Filmographie
- Sur les traces d'un président (Film documentaire) réalisé par Dieudonné Alaka, 2013[28],[29].